# Gems (motorfiets)
Gems is een Italiaans historisch merk van motorfietsen.
De bedrijfsnaam was: Galeazzi & Moroni Motocicli, Milano.
Galeazzi en Moroni produceerden van 1921 tot 1923 waarschijnlijk slechts één model: een 269cc-eencilindertweetakt-motorfiets met magneetontsteking, mengsmering, twee versnellingen en kettingaandrijving. De machine had al een geveerde voorvork, maar geen achtervering.